# La Fenêtre ouverte (Matisse)
Pour les articles homonymes, voir La Fenêtre ouverte.
La Fenêtre ouverte est un tableau réalisé par le peintre français Henri Matisse en 1919 à l'hôtel Méditerranée de Nice, dans les Alpes-Maritimes. Cette huile sur toile représente une porte-fenêtre aux rideaux blancs s'ouvrant sur un balcon. Donnée par Adèle et George Besson en 1963, l'œuvre fait partie des collections du musée national d'Art moderne, à Paris. Elle se trouve depuis 1965 en dépôt au musée Albert-André, à Bagnols-sur-Cèze, dans le Gard.